# Interestatal 45
La Interestatal 45 (abreviada I-45) es una autopista interestatal ubicada en el estado de Texas. La autopista inicia en el Sur desde la TX 87     en Galveston hacia el Norte en la I 345     en Dallas. La autopista tiene una longitud de 458,5 km (284.91 mi).

## Mantenimiento
Al igual que las carreteras estatales, las carreteras federales, la Interestatal 45 es administrada y mantenida por el Departamento de Transporte de Texas por sus siglas en inglés TxDOT.

## Cruces
La Interestatal 45 es atravesada principalmente por la Interestatal 10 y Interestatal 69 en Houston y por la Interestatal 20 en Dallas, Texas.